# Rów Salomona
Rów Salomona (Rów San Cristobal) – rów oceaniczny położony na Oceanie Spokojnym, na granicy Morza Koralowego i Morza Salomona. Ciągnie się równoleżnikowo, lekko wygiętym na południe łukiem, wzdłuż południowych wybrzeży wysp: San Cristóbal i Guadalcanal, należących do Wysp Salomona, na długości około 800 kilometrów. Na wschodzie łączy się z rowem Torresa. Osiąga głębokości do 8310 (według innych źródeł 7916) metrów.